# Luisito Rey. Vive...y está aquí
Luisito Rey. Vive...y está aquí es un álbum de estudio del cantante español Luisito Rey.

## Lista de canciones
| Luisito Rey. Vive...y está aquí |                                                                   |                                                             |          |  |
| N.º                             | Título                                                            | Escritor(es)                                                | Duración |  |
| 1.                              | «Es que te quiero tanto» (feat. Arianna)                          | Luisito Rey                                                 | 3:09     |  |
| 2.                              | «Esa mujer»                                                       | Luisito Rey                                                 | 2:51     |  |
| 3.                              | «Sé bien»                                                         | Luisito Rey                                                 |          |  |
| 4.                              | «Solamente ella»                                                  | Luisito Rey                                                 | 4:16     |  |
| 5.                              | «Guitarra mía»                                                    | Luisito Rey                                                 | 4:48     |  |
| 6.                              | «No debí dejarte ir (Should've Never Let You Go)» (feat. Arianna) | Neil Sedaka, Phil Cody (Adaptación al español: Luisito Rey) | 4:29     |  |
| 7.                              | «Te quiero y no te quiero»                                        | Luisito Rey                                                 | 3:41     |  |
| 8.                              | «Vivir no es vegetar»                                             | Luisito Rey                                                 | 3:45     |  |
| 9.                              | «Vete»                                                            | Luisito Rey                                                 | 3:06     |  |
| 10.                             | «Hastío»                                                          | Luisito Rey                                                 | 3:55     |  |